# الجمعية الإسلامية في الدنمارك
الجمعية الإسلامية في الدنمارك (بالدنماركية: Islamisk Trossamfund)‏، هي منظمة دينية إسلامية في الدنمارك، أسسها أحمد أبو لبن، لعبت المنظمة دورًا مهمًا في جذب انتباه المسلمين الدولي إلى الرسوم الكاريكاتورية المُسيئة للنبي محمد في صحيفة يولاندس بوستن، وقامت بتوزيع ملف من 43 صفحة لرفع مستوى الوعي في الشرق الأوسط حول هذه الرسوم.
تدعي المنظمة أن جميع المسلمين في الدنمارك هم أعضاء بها، تنظم المنظمة المحاضرات والخطب، كما نظمت العديد من الفاعليات الخاصة بمناهضة الرسوم المسئية للنبي أو الخاصة بدعم القضية الفلسطينية والمناهضة لإسرائيل.
توفي أبو لبن في 1 فبراير 2007 عن عمر 60 عامًا.

## وصلات خارجية
- الصفحة الرسمية للجمعية الإسلامية في الدنمارك باللغتين الدنماركية والعربية.